# Helen Twelvetrees

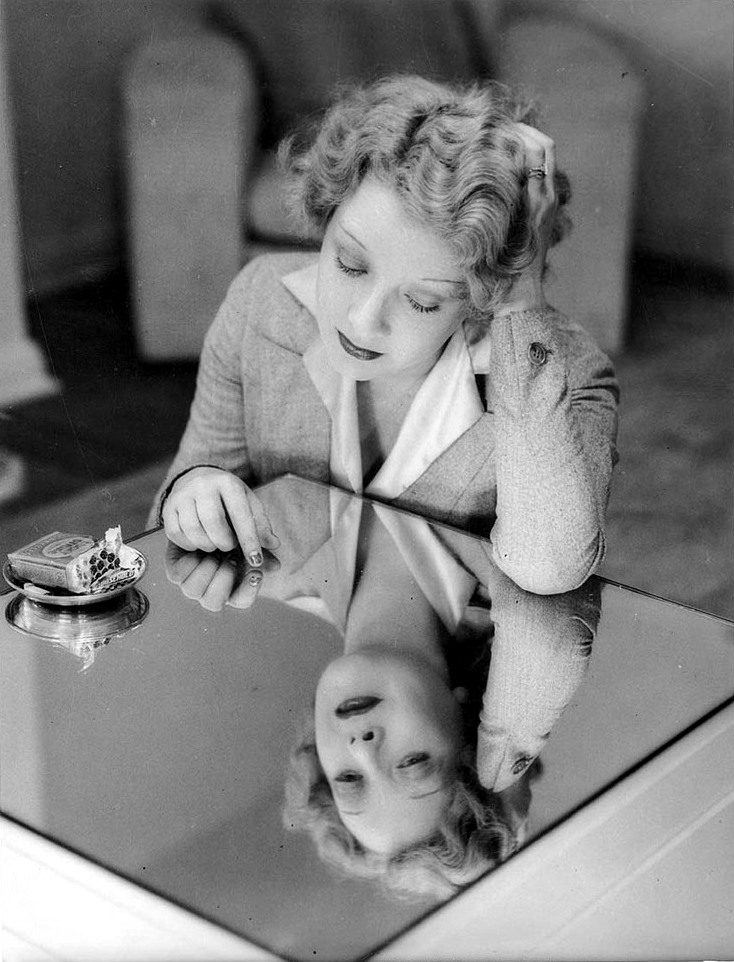
Helen Twelvetrees, ca. 1936/37

Helen Twelvetrees (* 25. Dezember 1907 in New York, NY; † 12. Dezember 1958 in Santa Barbara, Kalifornien, eigentlich Helen Marie Jurgens) war eine US-amerikanische Schauspielerin der frühen Tonfilmzeit.

## Karriere
Die Schauspielerin studierte Theater an der American Academy of Dramatic Arts und ging in der Umbruchphase vom Stummfilm zum Tonfilm wie viele andere Kollegen auch nach Hollywood. Nach Auftritten in einigen Musicals brachte 1929 erst die Wahl zu einer der WAMPAS Baby Stars und der Wechsel zur neu gegründeten RKO den Aufstieg zur Leading Lady. Nach dem Erfolg von Ein Mann für sie war Twelvetrees spezialisiert auf tränenreiche Melodramen, in denen sie allerlei Leiden auf dem Weg zum Glück zu überstehen hatte. Die Titel waren dabei meist Programm: Unashamed, Disgraced, Unmarried oder Bad Company.
Die Konkurrenz von Ann Harding und Irene Dunne, die sich bei RKO ebenfalls in dem Genre hervortaten, verhinderte allerdings den Aufstieg zum Topstar. Ihren heute noch bekanntesten Auftritt hatte sie in dem billig hergestellten Western Feindschaft mit William Boyd, in dem Clark Gable Anfang 1931 sein Tonfilmdebüt gab. 
Sie verließ das Studio 1933 und übernahm bei Paramount Pictures die Hauptrolle – neben Maurice Chevalier – in Bedtime Story, nachdem Ann Dvorak und Sylvia Sidney den Part jeweils abgelehnt hatten. Gegen Ende der Dekade  und über 30 Filmen beendete sie ihre Karriere, in der sie wegen ihres Nachnamens Opfer zahlloser Scherze war. So sei Twelvetrees die geborene Hauptdarstellerin für den Hundestar Rin Tin Tin.
Helen  schied 1958 freiwillig aus dem Leben.

## Filmografie
- 1929: The Ghost Talks
- 1929: Blue Skies
- 1929: Words and Music
- 1930: The Grand Parade
- 1930: Swing High
- 1930: Ein Mann für sie (Her Man)
- 1930: The Cat Creeps
- 1931: Feindschaft (The Painted Desert)
- 1931: Millie
- 1931: A Woman of Experience
- 1931: Helden der Unterwelt (Bad Company)
- 1932: Panama Flo
- 1932: Young Bride
- 1932: State’s Attorney
- 1932: Is My Face Red?
- 1932: Unashamed
- 1933: Alles für das Kind (A Bedtime Story)
- 1933: Disgraced
- 1933: My Woman
- 1933: King for a Night
- 1934: All Men Are Enemies
- 1934: Now I’ll Tell
- 1934: She Was a Lady
- 1934: One Hour Late
- 1935: Times Square Lady
- 1935: She Gets Her Man
- 1935: The Spanish Cape Mystery
- 1935: Frisco Waterfront
- 1936: Thoroughbred
- 1937: Hollywood Round-Up
- 1939: Persons in Hiding
- 1939: Unmarried